# Пижичани
Пижичани (пол. Pyrzyczanie) — середньовічне західнослов'янське плем'я, що становило разом з волинянами, кашубами та іншими племенами групу поморян. Найімовірніше з пижичанами ототжнюються згадуване в «Баварському Географа» IX сторіччія плем'я пріссани (Prissani).
Корінь назви пижичан — пір - вказує на походження від старослов'янського пшениця.
У другій половині I тисячоріччя пижичани займали землі Західного Помор'я на правому березі річки Одра у її нижній течії в районі міст Пижице й Старгард на території сучасної Західнопоморському воєводстві Польщі. На захід від пижичан за Одрою розміщувалося велетське плем'я укран, на північ — поморянське плем'я волинян, землі на південь та схід від пижичан займали інші поморянські племена.
Територія розселення пижичан у X сторіччі потрапила під владу П'ястів. Християнство й приєднання пижицької землі до Польщі було завершено 1124 року, коли в червні цього року до Пижице прибули місіонери з бамберзьким єпископом Отто на чолі. У XI сторіччі Померанія, частиною якої була Пижицька земля, на деякий час стає незалежною. У кінці XII сторіччя Померанія переходить з-під влади Польщі до складу Священної Римської імперії. Земля пижичан була колонізована німцями, слов'янське населення піддалося онімечуванню. Після Другої світової війни на місце депортованого німецького населення на правий берег нижньої Одри були переселені поляки в основному із східних кресів.